# Peter Wright (MI5)
Pour les articles homonymes, voir Peter Wright et Wright.
Peter Wright, né le 9 août 1916 à Chesterfield (Royaume-Uni) et mort le 27 avril 1995 en Tasmanie (Australie), était un scientifique et officier de contre-espionnage au sein du Security Service ou MI5, le service secret chargé de la sécurité intérieure du Royaume-Uni. Peter Wright y a été officier entre 1956 et 1976.

## Biographie
Il intégra le MI5 en tant que chargé des recherches scientifiques. Il fit ses preuves et acquit la confiance de ses homologues américains de la CIA (dont James Angleton). Il travailla sur « la chose », qui était un microphone russe caché dans l'ambassade américaine de Moscou. Peter Wright était aussi doué pour cacher des microphones, par exemple dans l'ambassade égyptienne peu avant la crise du canal de Suez en 1956 ou lors de l'affaire Lonsdale. Peter Wright était au courant et partisan de toutes les grandes affaires du MI5 pendant son activité. Les microphones posés dans les ambassades et espions potentiels, il surveillait la maison du président du parti communiste de Grande-Bretagne (CPGB).
Peter Wright est surtout connu pour son implication dans l'enquête sur les cinq de Cambridge. Il participa notamment aux interrogatoires de Anthony Blunt (ce dernier a eu le droit à l'immunité en échange des secrets qu'il savait), et aux enquêtes sur les réseaux des universités d'Oxford et de Cambridge.
Peter Wright, pensant avoir remarqué des fuites qui ne pouvaient avoir eu lieu que depuis les plus hautes sphères du MI5, accusa à tort Roger Hollis, alors directeur général du MI5, d'être un espion à la solde de l'Union soviétique. 
Wright atteignit le grade de sous-directeur au MI5 et prit sa retraite en 1976. On refusa de lui verser une retraite sur des fondements excessivement techniques[pas clair][réf. nécessaire]. Il déménagea en Tasmanie.
En 1987 sortit le livre Spycatcher, dans lequel Wright décrivait de fond en comble le fonctionnement, les défections et les opérations menées par le MI5 et profère des accusations contre Roger Hollis. Le gouvernement britannique de Margaret Thatcher essaya de faire interdire la publication en Australie mais le gouvernement australien le défia en autorisant la publication et les autorités britanniques perdirent une action devant les tribunaux australiens.
Le livre fut interdit en Angleterre mais autorisé en Écosse par suite d'une erreur, et en 1988 un tribunal anglais autorisa la vente en Angleterre mais le gouvernement britannique interdit que Wright puisse toucher les droits d'auteur. En novembre 1991, la Cour européenne des droits de l'homme condamna le gouvernement britannique et Wright fut rétabli dans ses droits. 
Son livre fut vendu à plus de 2 millions d'exemplaires et Wright mourut millionnaire.
Peter Wright mourut le 27 avril 1995.

## Œuvres
- Peter Wright (avec la collaboration de Paul Greengrass), Spycatcher : L'autobiographie sincère d'un officier supérieur du Renseignement britannique, Paris, Robert Laffont, 1987, 428 p. (ISBN 2-221-05536-5).
- (en) Peter Wright, The Spycatcher's Encyclopedia of Espionage, Port Melbourne, William Heinemann Australia, 1991, 265 p. (ISBN 0-85561-435-8).

## Pour approfondir